# Elin Grindemyr
Elin Grindemyr (Norrköping, Suecia;. 7 de febrero de 1983,) es una modelo sueca.
Su primera aparición fue en la revista sueca Slitz en la edición de septiembre del 2003 como una concursante a «La novia más sexy de Suecia». A pesar de que no ganó el concurso, ha aparecido en Slitz varias veces después.
En mayo del 2005, Grindemyr fue votada como la mujer más sexy de Suecia por los lectores de Slitz.